# A Streetcar Named Desire (1951)
A Streetcar Named Desire is een Amerikaanse film uit 1951 van regisseur Elia Kazan. De hoofdrollen zijn voor Vivien Leigh, Kim Hunter en Marlon Brando. De film werd destijds uitgebracht onder dezelfde titel als het toneelstuk: Tramlijn Begeerte.
De film is gebaseerd op het toneelstuk van Tennessee Williams dat een Pulitzerprijs won. Williams schreef samen met Oscar Saul het scenario. De film werd al gecensureerd toen het scenario werd geschreven, maar ook na de productie greep de censuur in en werden verwijzingen naar homoseksualiteit, en expliciete seks uit de film gehaald. Ook het einde van de film is anders dan het toneelstuk en meer toegeschreven naar de wensen van Hollywood.
Bij de Oscaruitreiking kreeg de film vier Oscars. In totaal was A Streetcar Named Desire genomineerd voor twaalf Oscars. Het is een van de twee films (de andere is Network uit 1976) met Oscars voor vrijwel alle acteerprestaties (Beste actrice, Beste mannelijke bijrol, Beste vrouwelijke bijrol). De film was een succes in de bioscopen en werd ook door de critici positief gewaardeerd. In 1999 werd de film geselecteerd voor conservering in het National Film Registry van de Library of Congress.

## Verhaal
Blanche Dubois is weduwe, lerares Engels en woonachtig in het zuiden van de VS in het rustige stadje Auriol in Mississippi. Hoewel nog steeds mooi, is te zien dat haar schoonheid aan het vergaan is. Ze verbergt haar alcoholisme en probeert nog altijd indruk te maken op jonge aanbidders in haar omgeving. Nadat ze is betrapt met een zeventienjarige leerling wordt ze ontslagen. Blanche zit op het randje van een zenuwinzinking zeker gezien het feit dat de leerling niet haar enige seksuele escapade was. Ze vlucht weg uit Auriol en reist naar New Orleans naar haar zuster Stella Kowalski. 
Stella woont op Elysian Fields Avenue en de tram waarin Blanche reist heet 'Desire' (Begeerte). Het drukke New Orleans vergt veel van de zenuwen van Blanche. Ze vertelt haar zuster dat ze een tijdje ziekteverlof heeft gekregen vanwege haar zenuwinzinking. Stella is getrouwd met Stanley. In tegenstelling tot de zichzelf wegcijferende Stella is Stanley een natuurkracht, een bruut met een sterke seksuele uitstraling. Het appartement is te klein voor de ego's van Blanche en Stanley. Zeker als Stella naar het ziekenhuis moet voor de bevalling van haar kind. Blanche en Stanley zijn nu op elkaar aangewezen. 
Als Blanche een verhouding begint met de vriend van Stanley, Mitch, raakt de zaak op drift. Stanley ontdekt het verleden van Blanche en confronteert haar ermee. Als hij haar vervolgens bruut verkracht, wordt Blanche over het randje geduwd. Ze stort totaal in en Stanley laat haar opnemen in een inrichting. Stella is totaal overstuur als ze hoort wat er gebeurd is met haar zuster. Als Stanley haar wil troosten duwt ze hem weg. Als ze wegvlucht naar de bovenburen, hoort ze nog de stem van haar man die voortdurend blijft roepen: "Stella! Hey, Stella!"

## Rolverdeling

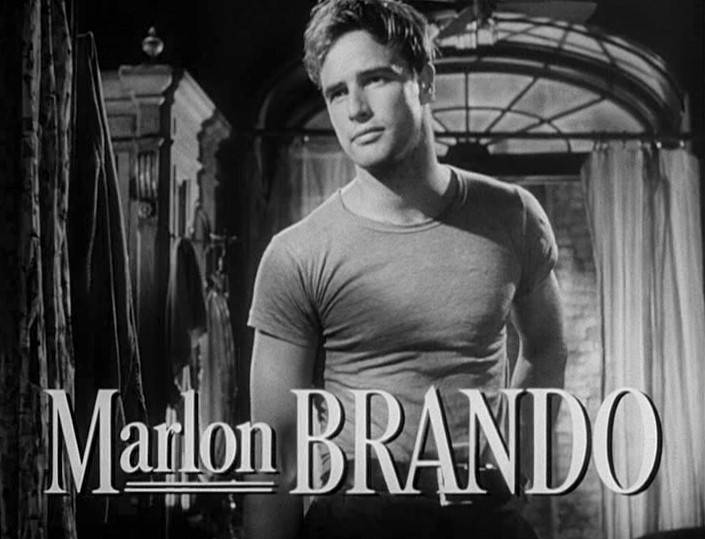
Marlon Brando als Stanley Kowalski

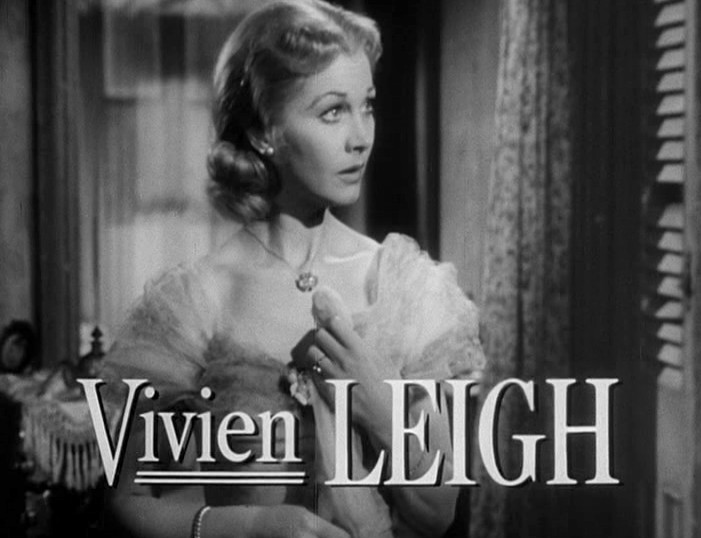
Vivien Leigh als Blanche DuBois

| Acteur        | Personage               |
| ------------- | ----------------------- |
| Vivien Leigh  | Blanche DuBois          |
| Marlon Brando | Stanley Kowalski        |
| Kim Hunter    | Stella Kowalski         |
| Karl Malden   | Harold "Mitch" Mitchell |
| Rudy Bond     | Steve Hubbel            |
| Nick Dennis   | Pablo Gonzales          |
| Peg Hillias   | Eunice Hubbel           |

## Achtergrond

### Symboliek
De instabiele Blanche die met een tramlijn genaamd Desire (begeerte) naar de Elysian Fields (de Elysische velden of het Paradijs) rijdt is het symbool van een vrouw die wordt gedreven door begeerte tot aan krankzinnigheid toe.

### Scenario
De basis voor het scenario was het gelijknamige toneelstuk, geschreven door Tennessee Williams. Het werd onder regie van Elia Kazan 855 keer opgevoerd na de première op 3 december 1947. Ondanks het succes van het stuk, was geen van de grote Hollywoodstudio's van plan tot verfilming over te gaan. William Wyler deed een voorstel, met Bette Davis als Blanche, maar werd teruggefloten. De reden was dat Williams in zijn stuk controversiële onderwerpen behandelt als homoseksualiteit, verkrachting en krankzinnigheid. Uiteindelijk nam Charles K. Feldmans company de productie op zich. Tennessee Williams werd aangetrokken voor het scenario.
Williams en zijn co-auteur Oscar Saul kregen al tijdens het schrijven van het stuk te maken met de censuur. De door Hollywood zelf opgelegde Hollywood Production Code speelde hierbij een grote rol. Williams en Saul mochten bijvoorbeeld een aantal zaken uit het toneelstuk niet overnemen. In het stuk bijvoorbeeld pleegt de man van Blanche zelfmoord, als zij hem in bed vindt met een andere man. In de film zegt Blanche alleen dat ze haar man tot zelfmoord heeft gedreven. Ook het einde van de film werd anders dan het stuk. In de film verlaat Stella haar man omdat hij Blanche heeft verkracht, terwijl in het stuk Stella, verward omdat ze haar zuster heeft weggestuurd naar een inrichting, wordt getroost door Stanley. In de VS was het volgens de censuur onvoorstelbaar dat een vrouw de verkrachting van een familielid zou vergeven. 
Maar ook nadat de film was opgenomen, sloeg de censuur nog toe. Zonder dat Kazan het wist werden de volgende scènes uit de film geknipt:
- Een dialoog tussen Blanche en Stella waaruit blijkt dat de man van Blanche homoseksueel was en door haar tot zelfmoord werd gedreven.
- Een scène waarin Blanche zegt dat ze de krantenjongen zachtjes wil kussen. De censuur knipte echter weg dat zij zegt dat ze hem op de mond wil kussen.
- Een close-up van Stella die wegvlucht van Stanley als hij haar geslagen heeft. Haar gezicht straalt begeerte uit.
- De verkrachtingsscène tussen Stanley en Blanche. In de film is deze scène veel minder expliciet. Je ziet eigenlijk alleen Stanley die Blanche op het bed sleurt.

De censuur eiste achtenzestig wijzigingen in het scenario. Vervolgens eiste ook de Catholic Legion of Decency (de katholieke bond voor deugdzaamheid) nog meer ingrepen met name over verwijzingen naar homoseksualiteit en de verkrachting.

### Acteurs
Elia Kazan werd aangetrokken als regisseur. Aanvankelijk weigerde hij omdat hij ook al de Broadwayproductie had geregisseerd en niet het idee had dat hij het beter zou doen met de film. Het was Tennessee Williams die hem overhaalde. Kazan begon met de selectie van de acteurs. Marlon Brando werd al vroeg aangetrokken, maar was toen nog vrij onbekend en werd niet in staat geacht om de film te dragen. 
De ster zou de actrice zijn die Blanche speelde. Aanvankelijk was Jessica Tandy favoriet. Ze had de rol van Blanche gespeeld op Broadway en Kazan kende haar goed. De studio vond echter dat Tandy ook niet genoeg bekend was en wilde Olivia de Havilland inhuren. Maar zij vroeg te veel. Vervolgens koos de studio voor Vivien Leigh die in Londen de rol van Blanche had gespeeld. Leigh was wel een ster. Iedereen kende haar nog van Gone with the Wind. 
Brando had de rol van Stanley Kowalski overigens te danken aan het feit dat hij onder regie van Kazan in de Broadwayproductie had gespeeld, net als Kim Hunter (Stella) en Karl Malden (Mitch). Ook Rudy Bond, Nick Dennis, Peg Hillias, Richard Garrick, Ann Dere en Edna Thomas hadden deel uitgemaakt van de Broadwayproductie. Het was een unicum voor Hollywoodproducers om de acteurs van een toneelstuk een op een over te nemen voor de verfilming. Meestal nam men een compleet andere filmploeg.

### Locaties
Aangezien A Streetcar Named Desire de verfilming was van een toneelstuk kon het grootste deel van de film worden opgenomen in de studio. De weinige buitenopnames zijn gemaakt in New Orleans, met name de openingsscènes met Blanche die aankomt in de stad. De tramlijn waarmee ze rijdt was de Perley Thomas 922. Toen de film werd gemaakt waren de meeste trams in New Orleans al vervangen door bussen. Het Openbaar vervoersbedrijf liet echter de Perley Thomas overkomen uit een ander stadsdeel.

### Opnames
De film beschikte over een budget van 1,8 miljoen dollar en moest worden opgenomen in zesendertig dagen. Elia Kazan was gewaarschuwd dat hij het nodige te stellen zou krijgen met Vivien Leigh die bekendstond als een lastige actrice. Hij wist dat Leigh de rol van Blanche eerder had gespeeld in Londen onder regie van haar man Laurence Olivier. Uiteindelijk had Kazan echter weinig moeite met Leigh. Hij begreep dat Leigh geen moeilijke actrice was, maar dat haar gedrag werd ingegeven door depressies. Later zou zelfs een bipolaire stoornis worden geconstateerd. 
De manisch-depressieve buien van de actrice verstoorden regelmatig repetities, opvoering en filmopnamen. Het spelen van een personage (Blanche) dat ook leed aan depressies en psychische stoornissen maakte dat Leigh werkelijkheid en fictie moeilijk uit elkaar kon houden. Kazan maakte hier gebruik van door Leighs gevoelens van vervreemding en desoriëntatie te integreren in haar rol. Kazan was zelf acteur geweest en was een pionier van method acting waarbij acteurs gebruikmaken van eigen ervaringen om hun personages op te bouwen. 
Leigh groeide in haar rol en hoefde eigenlijk maar een ding te veranderen. Met haar 36 jaar was ze eigenlijk te jong voor de rol. Dit was op toneel minder een probleem dan op film met alle close-ups. Dus moest grime haar ouder laten lijken. Leigh kon erg goed opschieten met haar tegenspeler Marlon Brando. Hoewel Leigh Brando op het eerste gezicht wat gemaakt vond en Brando haar een beetje te Brits en gereserveerd, werden ze al snel vrienden en werkten goed samen.
Kazan wilde dat de muren rondom de sets van het appartement van de Kowalski beweegbaar waren. Hierdoor kon hij de muren van het appartement steeds dichter bij elkaar brengen, waardoor een claustrofobisch effect ontstaat. Blanche voelt zich steeds meer opgesloten.
Een iconisch beeld uit de film is Marlon Brando in een strak zittend T-shirt. In de tijd dat de film werd gemaakt bestonden dit soort T-shirts niet en de kostuumafdeling moest er een maken. Men nam een normaal T-shirt dat vervolgens een aantal malen werd gewassen en vervolgens op de rug nog strakker getrokken en vastgenaaid.

## Citaten
Er zitten twee beroemde citaten in de film:
"Stella! Hey, Stella!" wordt door Brando in zijn rol als Stanley geroepen als zijn vrouw Stella hem heeft verlaten. Het werd een gevleugelde uitdrukking in de jaren vijftig.
"I've always depended on the kindness of strangers," is afkomstig van Vivien Leigh in haar rol als Blanche. Ze wordt weggeleid door twee verplegers naar een inrichting als ze deze zin zegt. Het onderstreept haar wanhoop en afhankelijkheid in de film.

## Oscars

### Gewonnen
- Beste vrouwelijke hoofdrol - Vivien Leigh
- Beste mannelijke bijrol - Karl Malden
- Beste vrouwelijke bijrol - Kim Hunter
- Beste interieuraankleding - Richard Day, George James Hopkins

### Genomineerd
- Beste mannelijke hoofdrol - Marlon Brando
- Beste film - Charles K. Feldman
- Beste regie - Elia Kazan
- Beste muziek - Alex North
- Beste camerawerk - Harry Stradling Sr.
- Beste kostuumontwerp - Lucinda Ballard
- Beste geluid - Nathan Levinson
- Beste auteur - Tennessee Williams